# 25543 Fruen
25543 Fruen è un asteroide della fascia principale. Scoperto nel 1999, presenta un'orbita caratterizzata da un semiasse maggiore pari a 3,0764589 UA e da un'eccentricità di 0,0712473, inclinata di 8,69622° rispetto all'eclittica.